# Hakawai
Hakawai，亦称Hokioi，是指新西兰毛利人传说中的神秘鸟类。毛利人神话中，Hakawai是一种巨鸟，它的声音预示着战争，但鸟类学家对Hakawai是否真实存在保持怀疑态度。鸟类学家科林·密斯凯利博士（Colin Miskelly）认为Hakawai是南岛沙锥求偶时发出的声音，另一些研究者则认为Hakawai是已灭绝的哈斯特鹰的民间记忆。

## 另请参见
- Poukai（英语：Poukai）：毛利传说中的巨鸟，会攻击并捕食人类，原型可能是哈斯特鹰。[4]